# Megan Fox
Megan Fox (Rockwood, Tennessee, 16. svibnja 1986.) američka je glumica i model, irskih, talijanskih, francuskih i čerokijskih korijena. Počela je pohađati satove glume i plesa s pet godina. Kad je imala deset godina, preselila se na Floridu, gdje je završila školu, nakon čega je, zbog posla modela, otišla u Los Angeles.
Na filmu je debitirala 2001. godine ulogom u filmu Holiday in the Sun. Najpoznatija je po ulogama u filmovima Transformeri i Transformeri: Osveta poraženih, u kojima glumi uz Shiu LaBeoufa, kao i po ulozi u TV seriji Moja slavna sestra.
Časopis za muškarce FHM proglasio ju je najseksi ženom svijeta za 2008. godinu.

## Filmografija
- Transformeri (Transformers, 2007.)
- Kurva (Whore, 2008.)
- Transformeri: Osveta poraženih (Transformers: Revenge of the Fallen, 2009.)
- Jennifer's Body, 2009.
- Jonah Hex, 2010.
- Passion Play, 2010.
- Friends with Kids, 2011.
- Prelomilo se u četrdesetima, 2012.

## Vanjske poveznice
- Megan Fox u internetskoj bazi filmova IMDb-u (engl.)
- Neslužbena stranica (engl.)